# Ogallala
Ogallala är en stad och huvudort i Keith County i den amerikanska delstaten Nebraska. Staden hade 4 737 invånare vid 2010 års folkräkning.

## Geografi
Staden ligger vid South Platte River, nära det "hörn" av Colorado som sticker in i sydvästra Nebraska. Omkring 10 km norr om staden ligger Lake McConaughy, en reservoarsjö i North Platte River.

## Historia
Flera historiska nybyggarleder västerut passerar platsen, och Ponnyexpressen gick genom orten under början av 1860-talet. Ogallala uppstod först som en lastplats för boskap på Union Pacifics transamerikanska järnväg, som nådde platsen i maj 1867. Stationen var ändpunkt för en stor boskapsled från Texas, Great Western Trail. En ort uppstod runt järnvägsstationen i mitten av 1870-talet och staden fick stadsrättigheter 1884. Namnet på staden kommer från Oglala, en av Lakotafolkets sju stammar.

## Kommunikationer
Genom staden går den transkontinentala motorvägen Interstate 80 och den gamla landsvägen U.S. Route 30 i öst-västlig riktning. U.S. Route 26 börjar här och går åt nordväst längs North Platte River mot Scottsbluff och vidare i riktning mot Oregon.
Ogallala har en järnvägsstation på Union Pacifics Overland Route, som idag enbart används för godstrafik.